# 纸老虎

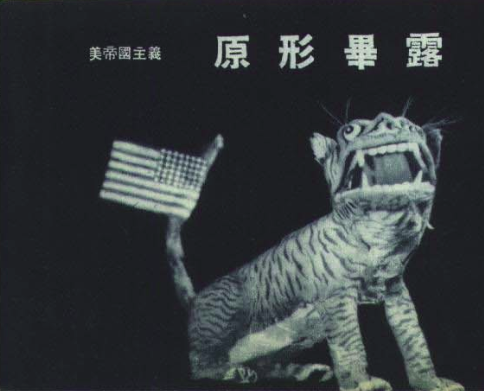
被形容为“纸老虎”的美国，出自1950年8月的《人民画报》

纸老虎，指老虎形狀的紙製品，其中用纸糊做的老虎又稱紙糊老虎。纸老虎一詞用來比喻空有威勢而沒有實力的人或集團。
此外，紙老虎也是驚蟄「打小人」時所用的物品之一，用來「咬死」小人。

## 與纸老虎相關的語句
水浒传中也有记载：武大郎捉奸，西门庆慌作一团，潘金莲不禁大怒道：“见个纸虎，也吓一交！”
李鸿章写给曾国藩的孙女婿吴永的信里的也有记载：“我办了一辈子的事，练兵也，海军也，都是纸糊的老虎，何尝能实在放手办理？不过勉强涂饰，虚有其表，不揭破犹可敷衍一时。”
中共最早使用這個詞，是針對1924年廣州商團事變中的廣州商團軍。最有名的纸老虎形容可能是毛泽东所提出的“一切反动派都是纸老虎”的论断。毛澤東在1946年8月6日接受美國記者安娜·路易斯·斯特朗採訪时用這句話來形容包括国民政府的“反动”势力，当时负责翻译的余光生使用了类似的用语“稻草人（Scarecrow）”代替，毛泽东知道后当即向斯特朗更正并创造出代替，之后在1958年12月1日在中共八届六中全会期间发表《关于帝国主义和一切反动派是不是真老虎的问题》一文时又提及用以形容美国。

## 延伸閲讀
[在维基数据编辑]